# Populus laurifolia
Espèce
Synonymes
- Populus balsamifera (Ledeb.) Kuntze[2]
- Populus macrocarpa Pavl. & Lipsch.[1]
- Populus suaveolens var. macrocarpa Schrenk[1]

Populus laurifolia, le Peuplier à feuilles de Laurier, est une espèce de plantes à fleurs de la famille des Salicacées. C'est un arbre originaire d'Asie (Kazakhstan, Altaï, Mongolie, Xinjiang en Chine).

## Variété
Selon Tropicos (10 août 2018) :
- Populus laurifolia var. simonii (Carrière) Regel, dont le nom accepté (synonyme) est Populus simonii var. simonii.

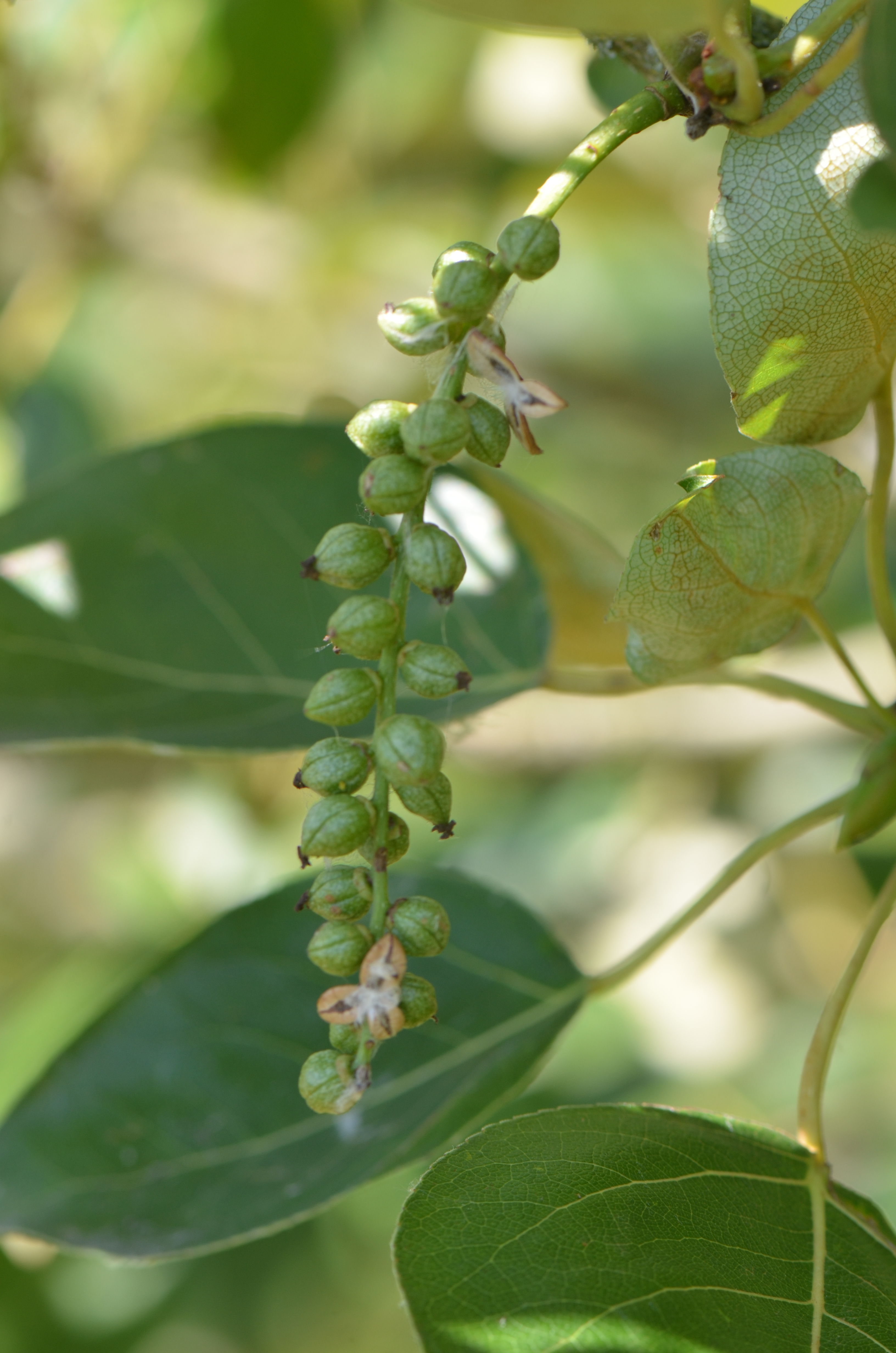
Fruits : capsules